# (4709) Ennomos
(4709) Ennomos (1988 TU2) – planetoida z grupy trojańczyków okrążająca Słońce w ciągu 11,85 lat w średniej odległości 5,2 j.a. Odkryta 12 października 1988 roku.